# トトメス4世
トトメス4世（Thutmose IV, 在位：紀元前1401年 - 1391年、あるいは紀元前1397年 - 1388年）は、古代エジプト第18王朝の第8代ファラオ（王）。即位名はメンケペルウラー。意味は「永遠なるかなラー神の出現」。一般に知られるトトメスの名は「トト神の生み出したもの」の意味である。

## 概要
世に言う『夢の碑文』に記されるところによると、まだ王子だった頃、夢の中でホル・エム・アケトから「砂に埋もれたスフィンクスを掘り出せば王位を獲得できる」というお告げがあったとされ、それによりファラオになったという。このエピソードは広く知られている。
史実と関連付けた解釈では、スフィンクスとはヘリオポリスの太陽神崇拝を示すという研究もある。事実即位後のトトメス4世はアメン神官団の影響力の排除を試み、アメン大神官が就任する慣例であった要職に腹心を任じるなどの施策を行っている。これらの施策は息子アメンホテプ3世の時代になって、テーベからマルカタへの遷都という形でいっそう顕在化する。また、墓所にも様々な神と対話する姿が描かれており、アメン神官団との間には相当の確執があったようである。軍事面ではヒッタイトの危機に対抗するため、ミタンニをはじめとする諸国との間に同盟を締結、シリア方面の情勢を安定させる成果を挙げている。

### 治世
トトメス4世の在位年数は父や祖父と比べるとやや不明瞭で、議論の余地がある。マネトーによれば9年8ヶ月とされており、これまでに出土した記念碑から確認できる最も後年の日付が治世8年目である事から、多くの研究者は約10年程度だったと考えている。トトメス王の治世20年目の記念碑がトトメス4世の物である可能性が指摘されているが、これは一般的にトトメス3世の物と考えられている。また、一部の研究では35年の治世を割り当てられた事もあったが、これは現在否定されている(後述する死亡推定年齢から考えても難しい)。

### 埋葬
トトメス4世のミイラはKV43に埋葬されたが、後の時代に父アメンヘテプ2世の墓であるKV35に移され、そこで発見された。ミイラの検査の結果、王は25～28歳頃に死亡したと推定された。トトメス4世以外にもツタンカーメンやアクエンアテンなど、第18王朝の歴代のファラオたちの中には夭逝した者が多数いる。2012年の研究では、側頭葉てんかんが彼らの寿命を縮めた可能性が指摘されている他、トトメス4世の見たという夢の啓示もこれが見せた幻覚作用の一種であった可能性が提示された。

## 逸話
前述の通り、トトメス4世は夢の中で「スフィンクスを掘り出して修復すれば王の座を与えられる」というお告げを聞き、見事ファラオの座に就いたことは有名な話である。また当時のファラオは皆短命に亡くなったが、彼もまた治世は短く25〜30歳で死去した。